# Lucjusz Kasjusz Longinus
Lucius Cassius Longinus, (ur. ok. 5 p.n.e., zm. po 37 n.e.) – rzymski polityk, syn Lucjusza Kasjusza Longinusa (Lucius Cassius Longinus), konsula zastępczego w 11 p.n.e. i Elii (Aelia). Tacyt pisze, że był bardzo surowo wychowywany przez ojca, charakteryzował się jednak łatwością obejścia, a nie energicznością. W 30 n.e. sprawował urząd konsula. W tymże roku pod naciskiem Sejana wnioskował o wykonanie wyroku na Druzusie, synu Germanika. Kaźń została jednak odroczona. W 32 n.e. popierał w senacie wnioski skierowane przeciwko pamięci Julii Liwilli, która otruła swojego męża, Druzusa, syna Tyberiusza. W 33 n.e. poślubił Julię Druzyllę, córkę Germanika, siostrę Kaliguli.
W 36 n.e. Lucjusz wszedł w skład komisji mającej ocenić straty po wielkim pożarze Awentynu. W skład komisji weszło trzech mężów prawnuczek cesarza Augusta: Lucjusz Kasjusz, mąż Julii Druzylli;  Marek Winicjusz, mąż Julii Liwilli i Gnejusz Domicjusz Ahenobarbus, mąż Agrypiny Młodszej oraz mąż wnuczki cesarza Tyberiusza: Gajusz Rubeliusz Blandus, mąż Julii Heleny. Gdy do władzy doszedł w 37 n.e. cesarz Kaligula, brat, a być może też kazirodczy kochanek Druzylli, rozwiódł ją z Kasjuszem. Kaligula kazał w końcu zgładzić Lucjusza. Wyrocznia Fortuny w Ancjum ostrzegała Kaligulę, żeby się miał na baczności przed Kasjuszem. Z tego powodu Kaligula wydał rozkaz zabicia Lucjusza Kasjusza. Okazało się później, że zamachowcem, który zabił Kaligulę, był inny Kasjusz, Kasjusz Cherea.